# Cúllar Vega
Cúllar Vega település Spanyolországban, Granada tartományban. Cúllar Vega Vegas del Genil, Churriana de la Vega és Las Gabias községekkel határos. Lakosainak száma 7809 fő (2024).

## Népesség
A település népessége az elmúlt években az alábbi módon változott:
| Lakosok száma | 3997 | 5173 | 5892 | 6658 | 7019 | 7139 | 7198 | 7429 | 7719 | 7809 |
|               | 2001 | 2004 | 2006 | 2009 | 2011 | 2014 | 2016 | 2019 | 2021 | 2024 |